# Stanisław Kurowskistadion
Het Stanisław Kurowskistadion is een multifunctioneel stadion in Szamotuły, een stad in Polen. 
Het stadion wordt vooral gebruikt voor voetbalwedstrijden, de voetbalclub Sparta Szamotuły maakt gebruik van dit stadion. In het stadion is plaats voor 2.877 toeschouwers. Het stadion heeft tribunes aan drie kanten. De tribunes staan los van elkaar. Een is overdekt. De naam van het stadion komt van Stanisław Kurowski, de coach die het voor elkaar kreeg om het jeugdelftal in 1953 naar het hoogste level van de Poolse competitie te krijgen.